# Hailie Sahar
Hailie Sahar (Los Angeles, 12 de julho de 1988) é uma atriz e cantora
americana. Ela é mais conhecida por interpretar Lulu em Pose.

## Filmografia

### Televisão
| Ano       | Título       | Papel            | Notas                                               |
| --------- | ------------ | ---------------- | --------------------------------------------------- |
| 2016      | Transparent  | Adriana          | Episódio: "Elizah"                                  |
| 2017      | Mr. Robot    | Senhora da Noite | 2 episódios                                         |
| 2018-2021 | Pose         | Lulu             | 23 episódios                                        |
| 2019-2024 | Good Trouble | Jazmin Martinez  | 15 episódios                                        |
| 2019      | Eastsiders   | Marta            | 4 episódios                                         |
| 2020      | Equal        | Sylvia Rivera    | Episódio: "Stonewall: From Rebellion to Liberation" |

### Teatro
| Ano  | Título | Papel  | Notas        |
| ---- | ------ | ------ | ------------ |
| 2017 | Charm  | Ariela | Off-Broadway |

## Discografia
Singles
- 2023: "Star Traveler"

Vídeos musicais
- 2023: "Star Traveler"